# Moldavië en de Europese Unie
Moldavië is sinds juni 2022 kandidaat-lid voor de Europese Unie. Op 14 december 2023 gingen de EU-leiders akkoord met het openen van de toetredingsgesprekken met Moldavië, welke in juni 2024 begonnen met een Intergouvernementele Conferentie.

## Geschiedenis
Moldavië verklaarde zich op 27 augustus 1991 onafhankelijk van de Sovjet-Unie, maar raakte in oorlog met Transnistrië dat zich afscheidde toen de Verenigde Naties Moldavië op 2 maart 1992 erkenden. De Europese Unie (EU) en Moldavië tekenden op 28 november 1994 een associatieverdrag, dat op 1 juli 1998 in werking trad voor 10 jaar. Daarna werd er weinig vooruitgang geboekt, vooral omdat tussen 2001 en 2009 behoudende communisten aan de macht waren die toetreding tot de EU geen prioriteit vonden. In 2005 opende de EU wel een kantoor in Chisinau en werd de Moldavische EU-delegatie opgezet.
Na protesten van liberale, democratische en pro-Europese Moldaviërs tegen de mogelijk door communisten gemanipuleerde verkiezingen van april 2009 werden er in juli opnieuw verkiezingen gehouden, die de communisten verloren. De liberaal-democratische partijen vormden een regeringscoalitie met de naam "Alliantie voor Europese Integratie" (Alianţa pentru Integrare Europeană), die meteen de banden met de EU probeerde aan te halen en noodzakelijke binnenlandse hervormingen door te voeren. De onderhandelingen met de EU begonnen in januari 2012. De Alliantie voor Europese Integratie viel na een vertrouwensstemming in februari 2013, maar werd vervangen door de "Pro-Europese Coalitie" (Coaliţia Pro Europeană), die op 28 november 2013 een EU-associatieverdrag tekende.

### Associatieverdrag
Op 27 juni 2014 werd de ondertekening van het associatieverdrag bevestigd, waarmee nieuwe afspraken werden gemaakt op het gebied van handel, mensenrechten en veiligheid. Het akkoord trad op 1 september 2014 voorlopig in werking en ging na ratificatie door alle lidstaten op 1 juli 2016 volledig in werking. Na de ondertekening boycotte Rusland onmiddellijk de import van wijn, fruit en groente vanuit Moldavië.
Moldavië raakte in 2014 politiek verdeeld over de te volgen koers. Pro-Europese partijen behaalden tijdens de verkiezingen eind november een nipte meerderheid: de Liberaal-Democraten, de Liberalen en de Democraten bijna 45 procent van de stemmen en de twee pro-Russische partijen bijna 40 procent.

### Aanvraag lidmaatschap en toetreding
In navolging van Oekraïne en Georgië, waar het land veel mee optrok in voorgaande jaren, vroeg Moldavië in maart 2022 het lidmaatschap van de EU aan. In juni van dat jaar verkreeg het de kandidaat-status, waar nog een aantal aanvullende voorwaarden aan werden gesteld. Op basis van de geboekte vooruitgang deed de Europese Commissie in november 2023 de aanbeveling aan de Europese Raad van ministers tot opening van de toetredingsonderhandelingen, mits een aantal rechtstatelijke hervormingen doorgevoerd zouden worden, waar de Europese Raad op 14 december 2023 mee instemde. Een half jaar later, op 21 juni 2024, werd door de Europese Raad besloten dat de gesprekken daadwerkelijk kunnen starten, te beginnen met een Intergouvernementele Conferentie op 25 juni 2024.

## Opiniepeilingen

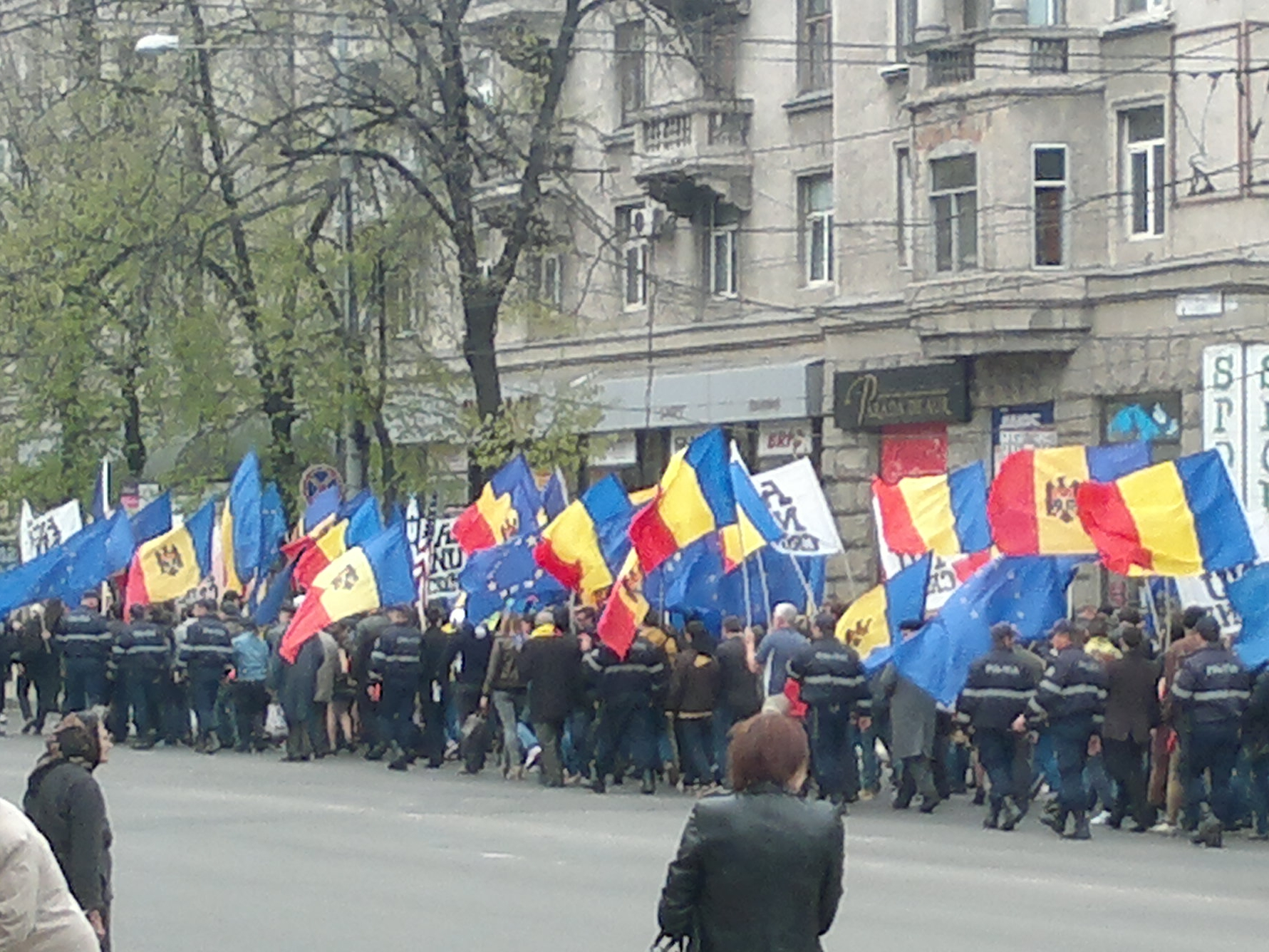
Pro-Europese manifestatie in Chisinau, 6 april 2014.

De publieke opinie is sterk verdeeld over de vraag of Moldavië een pro-Europese of pro-Russische koers zou moeten varen. 
| Datum                 | Vraag                                          | Vóór | Tegen | Onthouding | Weet niet |
| --------------------- | ---------------------------------------------- | ---- | ----- | ---------- | --------- |
| September 2014 - IMAS | EU-lidmaatschap                                | 47%  | 35%   | 8%         | 11%       |
| September 2014 - IMAS | Douane-unie Rusland, Wit-Rusland en Kazachstan | 48%  | 35%   | 8%         | 9%        |
| November 2014 - IMAS  | EU-lidmaatschap                                | 51%  | 36%   | 7%         | 7%        |
| November 2014 - IMAS  | Douane-unie Rusland, Wit-Rusland en Kazachstan | 47%  | 35%   | 6%         | 12%       |